# John Hart (politik)
John Hart (mezi roky 1706 až 1713, New Jersey – 11. května 1779, New Jersey) byl politik státu New Jersey. Jako delegát se zúčastnil kontinentálního kongresu a podepsal Deklaraci nezávislosti.

## Životopis
Pokud jde o rok a místo Hartova narození, zdroje se neshodují. Možná se narodil v roce 1706 ve Stoningtonu v Connecticutu nebo v roce 1713 v okrese Hopewell v Burlingtonu (nyní součástí Merceru) v New Jersey. Hart byl pokřtěn v Maidenhead Meetinghouse (nyní presbyteriánský kostel v Lawrenceville) 31. prosince 1713. Byl synem kapitána Edwarda Harta, farmáře, smírčího soudce v „Justice of the Peace“ a velitel jednotky místní milice během francouzsko-indiánské války, a vnuk Johna Harta, tesaře, který přišel do Hopewell z Newtownu na Long Islandu. V roce 1741 se John Hart oženil s Deborah Scudder (1721–1776). Pár měl třináct dětí: Sarah, Jesse, Martha, Nathaniel, John, Susanna, Mary, Abigail, Edward, Scudder, a kojenci Daniel a Deborah, kteří byli stále ještě malými dětmi v době smrti Johna Harta v roce 1779. Deborah Hartová zemřela o tři roky dříve, 28. října 1776. John Hart v roce 1747 daroval kus půdy na své přední louce místním baptistům, kteří hledali místo pro stavbu kostela. Místo bylo nějaký čas známo jako „Old Baptist Meeting House“. John Hart je zde pohřben.

## Politická kariéra

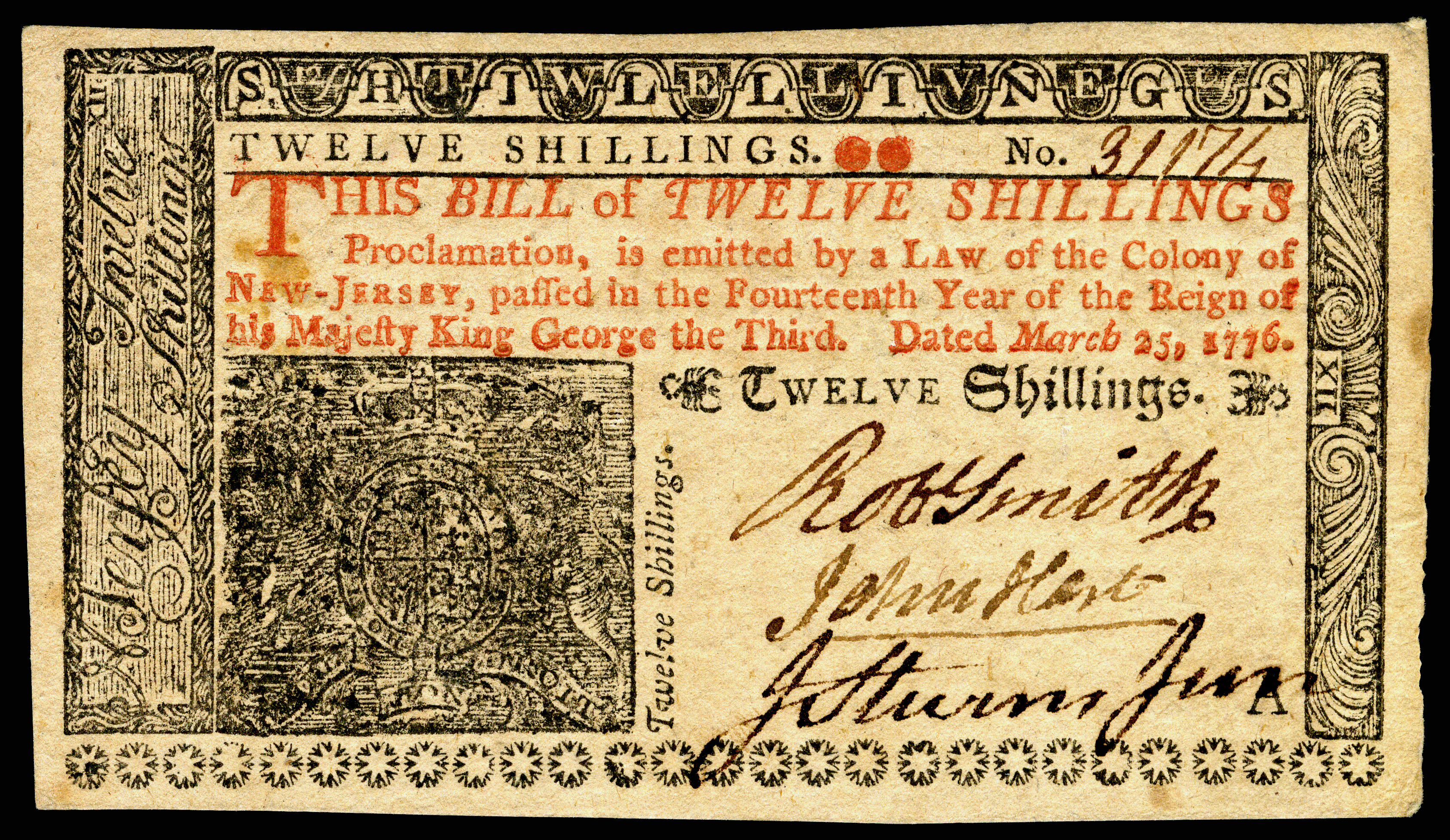
Bankovka státu New Jersey, podpis John Hart, rok 1776

Hart byl v roce 1750 zvolen do úřadu v hrabství Hunterdon County jako zástupce majitelů pozemků. V roce 1761 byl poprvé zvolen do koloniálního shromáždění v New Jersey a sloužil tam až do roku 1771. Byl jmenován do místního výboru bezpečnosti „Committee of Safety“, byl členem výboru „Committee of Correspondence“ a stal se soudcem „Court of Common Pleas“. Říkalo se mu „čestný John“.
Když New Jersey vytvořil revoluční shromáždění (nebo provinční kongres) v roce 1776, byl do něj Hart zvolen jako viceprezident. V červnu 1776, delegace zástupců z New Jersey byla na prvním kontinentálním kongresu (First Continental Congress) proti nezávislosti. Proto byla celá delegace nahrazena jinými delegáty a Hart byl jedním z těch vybraných pro druhý kontinentální kongres (Second Continental Congress). Ke druhému kongresu se připojil včas aby hlasoval a podepsal Deklaraci nezávislosti. Do srpna téhož roku zde pracoval, poté byl zvolen předsedou nově vytvořeného „New Jersey General Assembly“ (Valného shromáždění New Jersey). Později převzal další povinnosti jako pokladník „Treasurer of the Council of Safety“ (úřad, kterému byla udělena „mimořádná a souhrnná pravomoc“ vykonávat záležitosti státu během mimořádných událostí), prezident výboru „Join Meetings of the New Jersey Congres“ a komisařem pro „Commissioner of the State Loan Office“ (úřad pro státní půjčky).

## Aktivity během boje za nezávislost

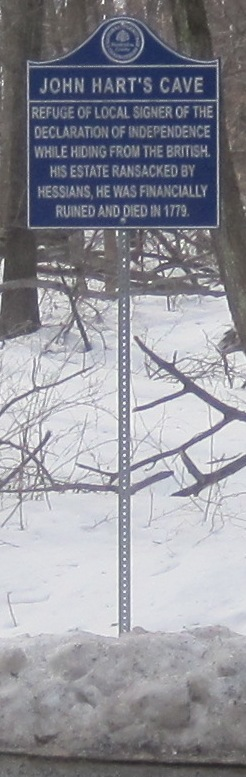
Označení u jeskyně Johna Harta, New Jersey

V prosinci 1776 britský postup do New Jersey dosáhl až k Hunterdon County. Hart byl kvůli svému postavení mluvčího kongresu označen za nepřítele Angličanů a musel na krátkou dobu uniknout a schovat se v nedalekém pohoří Sourland. Jeho farmu přepadli britští a hesenští vojáci, kteří ji sice poškodili, ale nezničili majetek. Vítězství v bitvě o Trenton kontinentální armády 26. prosince 1776 umožnilo Hartovi vrátit se domů.
Před bitvou v Monmouthu Hart pozval generála George Washingtona a kontinentální armádu na svou farmu a vojáci se utábořili na jeho pozemcích. Ve dnech 22. – 24. června 1778 na jeho pozemcích tábořilo 12 000 mužů a nejméně při jedné příležitosti večeřel generál Washington se svým hostitelem.

## Odkaz
- Hart Boulevard ve Flemingtonu, New Jersey
- Hart Avenue ve Hopewellu, New Jersey
- Hart Lane ve Ringoes, New Jersey